# 努雷·維塔奇

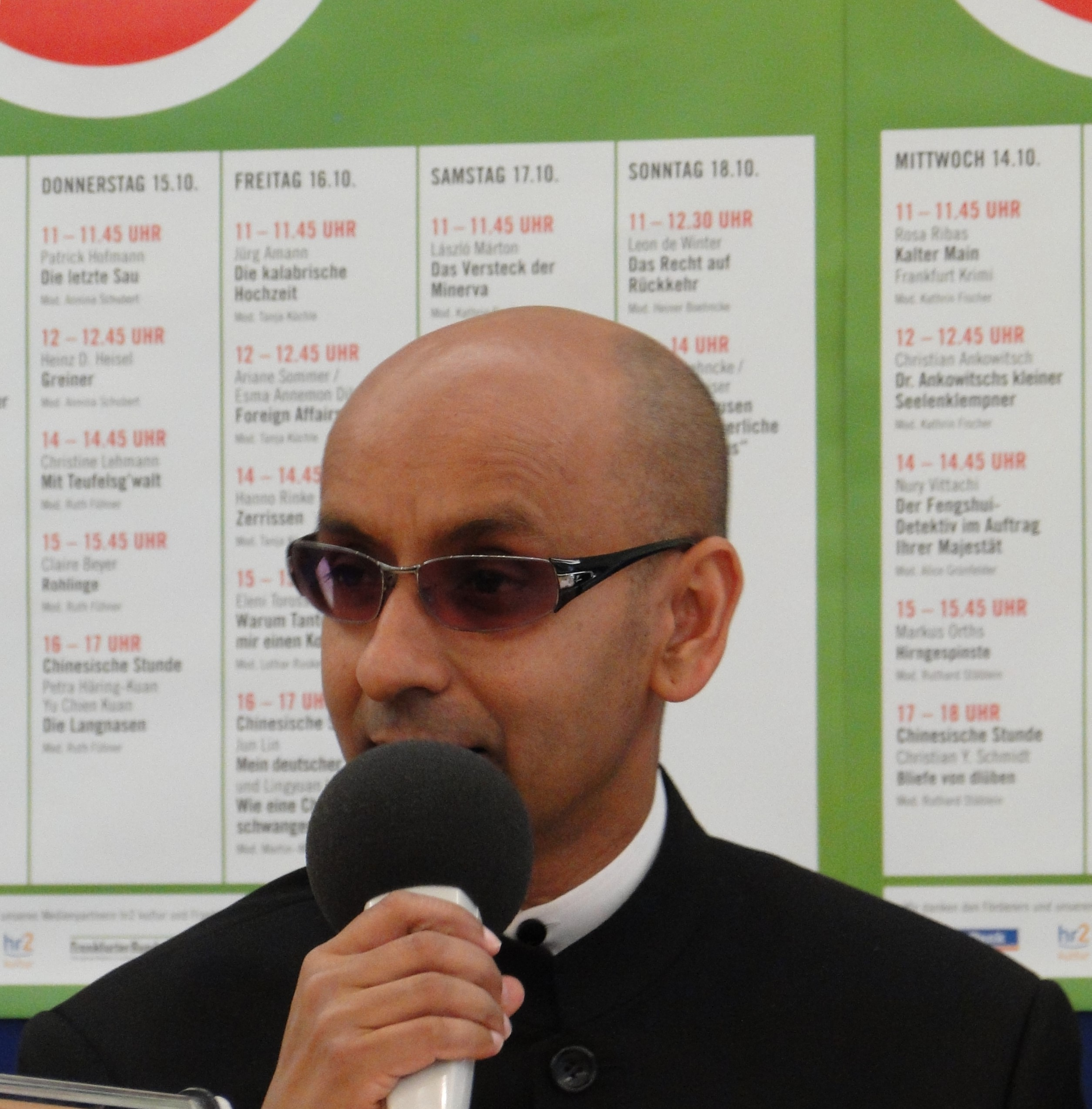
努雷·維塔奇

努雷·維塔奇（英語：Nury Vittachi，1958年—）是香港幾部英文暢銷書作家。現任英文虎報專欄作家。之前曾任《南華早報》。Nury Vittachia 是一位棟篤笑講者，及風水學者。他著名出版小說命名為 The Feng Shui Detective。作品讀者對像是香港青少年。他是第七屆香港文學節講者。

## 其它著作
- 2002年6月，The Feng Shui Detective Goes South
- 2004年4月，The Amazing Life of Dead Eric
- 幽默風趣小說《Mr. Wong Goes West》[2]